# Rusio
Rusio es una comuna y población de Francia, en la región de Córcega, departamento de Alta Córcega.
Su población en el censo de 1999 era de 66 habitantes.

## Demografía
| 99 | 108 | 100 | 83 | 57 | 66 |
| Para los censos de 1962 a 1999 la población legal corresponde a la población sin duplicidades (Fuente: INSEE [Consultar]) |     |     |    |    |    |

- Wikimedia Commons alberga una categoría multimedia sobre Rusio.

- Datos: Q1240681
- Multimedia: Rusio / Q1240681

1. ↑  Worldpostalcodes.org, código postal n.º 20244.
2. ↑  INSEE, Datos de población para el año 2012 de Rusio (en francés).